# Promontorium Taenarium

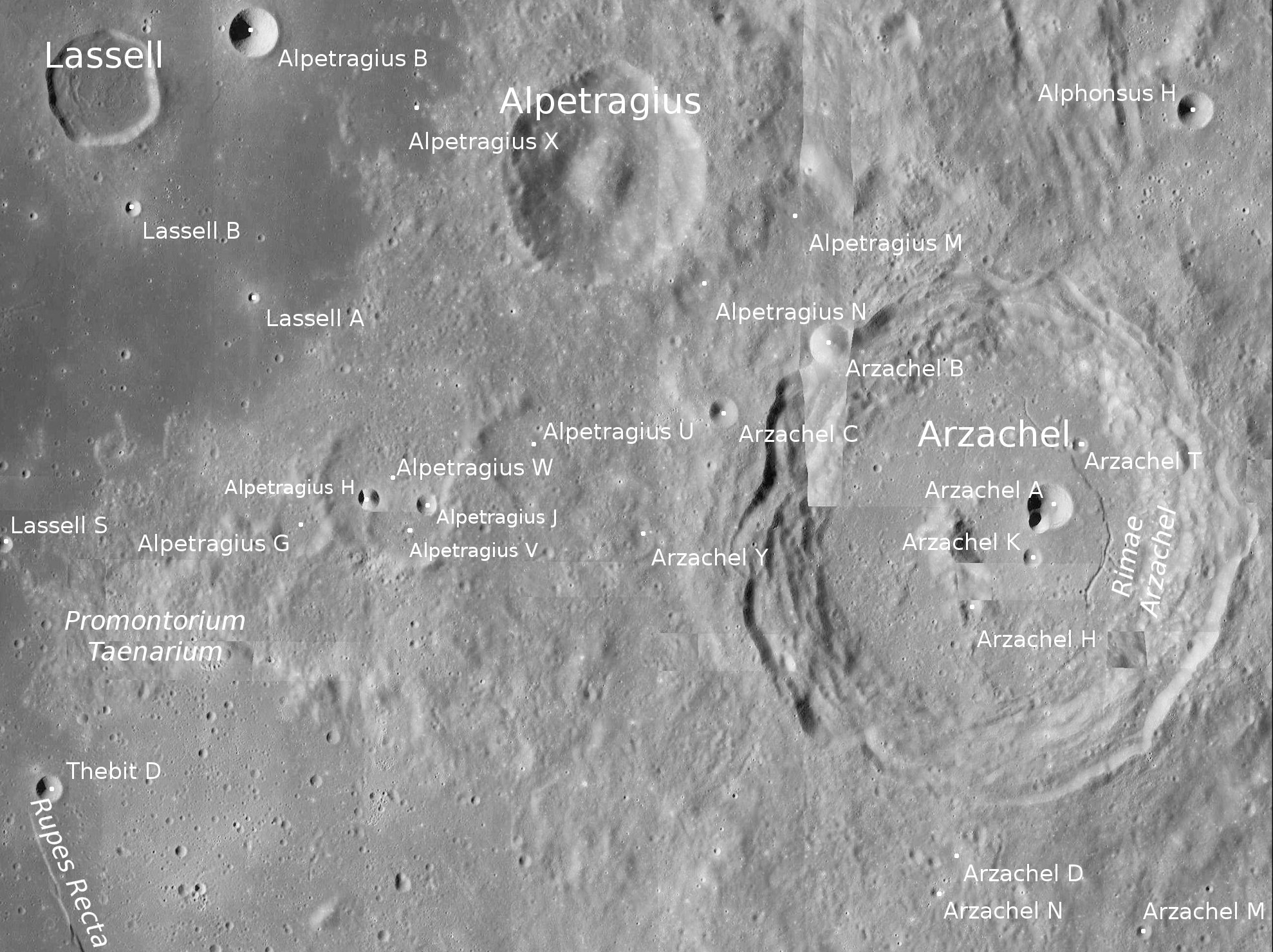
Promontorium Taenarium i okolice na mozaice zdjęć z sondy LRO

Promontorium Taenarium – przylądek na powierzchni Księżyca o średnicy około 70 km. Promontorium Taenarium znajduje się na współrzędnych selenograficznych ☾ 18,63°S 7,34°W/-18,630000 -7,340000 na obszarze Mare Nubium w pobliżu północnego końca Rupes Recta.
Nazwa grzbietu została nadana w 1961 roku przez Międzynarodową Unię Astronomiczną i pochodzi od przylądka w Grecji obecnie nazywanego Matapan.